# Cirrus Design

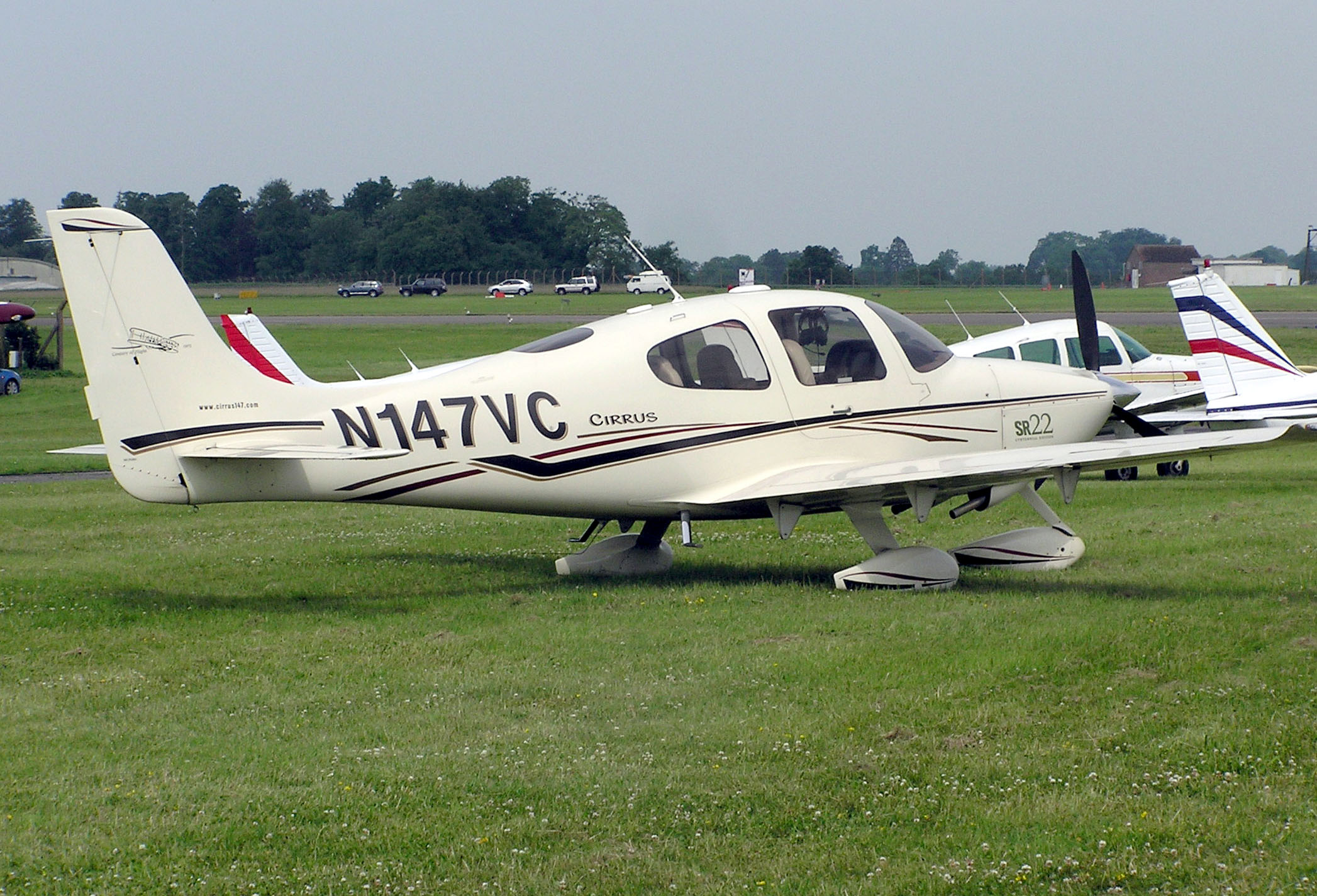
Cirrus Design SR22.

Cirrus Aircraft (anciennement Cirrus Design) est une entreprise américaine de construction d'avions légers de loisir et d'affaire créée en 1984 par Alan et Dale Klapmeier. 
Initialement née pour commercialiser un avion en kit, le VK-30, l'entreprise produit aujourd'hui différentes versions de ses deux modèles ; le SR20 et le SR22. L'entreprise produit également le jet léger Cirrus Vision SF50.
Cirrus Design est réputée pour les choix technologiques innovants que la société a généralisés sur ses appareils. La plupart des SR20 et SR22 sont vendus avec un système "glass cockpit" (Planche de bord tout écran) Avidyne Entegra ou Garmin G1000. Tous disposent d'un système de parachute balistique CAPS permettant de ramener l'avion au sol en sécurité dans l'éventualité où un atterrissage normal s'avèrerait impossible ou trop risqué. En date du 8 janvier 2016, ce système est réputé avoir été utilisé 60 fois et aurait sauvé 120 vies.
Au premier trimestre 2011, l’avionneur est racheté par le Chinois China Aviation Industry General Aircraft (CAIGA),, une filiale de la compagnie étatique China Aviation Industry Corporation.

## Production
Liste des avions produits par Cirrus Aircraft en 2016:
- Cirrus SR20
- Cirrus SR22
- Cirrus SRS
- Cirrus ST50
- Cirrus VK-30
- Cirrus Vision SF50